# La Barta de Lesa
La Barta de Lesa (francès Labarthe-sur-Lèze) és un municipi occità de Comenge, a Gascunya, del departament de l'Alta Garona, a la regió d'Occitània.

## Agermanaments
- Breda di Piave (Itàlia)